# Certification GOST-R
La certification « GOST-R » (en russe ГОСТ Р) est un système de certification de conformité des marchandises, produits ou services aux exigences de sécurité et de qualité propres à la fédération de Russie.

## Certificat de conformité GOST-R
Aujourd'hui dans la fédération de Russie, il y a deux types de certificats de conformité : le certificat de conformité aux standards nationaux GOST et le certificat de conformité à un règlement technique. Cela est dû au fait que les règlements techniques ont été développés et sont entrés en vigueur récemment.[réf. obsolète] Voila pourquoi ils ne peuvent pas encore régler le processus entier de certification dans la fédération de Russie. Les règlements techniques n'ont pas remplacé entièrement les standards du GOST. Les standards du GOST sont également impliqués dans les étapes du processus de certification sur le territoire de la fédération de Russie.
Il faut aussi noter la confirmation du respect des exigences des spécifications additionnelles c'est la certification volontaire qui est appliquée.
Le certificat de conformité GOST-R ne peut être délivré que par un organisme de certification accrédité. Ce document peut être délivré pour 1, 2 ou 3 ans en cas de production en série. Si le certificat est  délivré pour un lot de production, sa durée n'est pas illimitée. Cette certification est typique pour les partis de production étrangère qui sont livrés sur le territoire de la fédération de Russie selon facture ou un contrat.
Pour obtenir un certificat de conformité pour la fédération de Russie, il faut fournir les documents nécessaires au centre de certification. Un des documents nécessaires pour la certification est un rapport d'essai. Ce document peut être délivré par n'importe quel laboratoire accrédité pour les essais de certification une fois que la production a été contrôlée par rapport à sa conformité aux exigences législatives russes. Habituellement, les laboratoires de certification contrôlent d'abord la sécurité du produit pour les consommateurs et l'environnement, ainsi que la conformité de ses caractéristiques réelles avec les caractéristiques déclarées dans la documentation technique du produit.
Le processus de certification de conformité GOST-R  peut être régie par différents schémas. Ce schéma est choisi par les experts de l'organisme de certification, mais obligatoirement avec l'accord du demandeur de la certification.

## Les trois schémas de certification
Il y a trois schémas de certification :
- Le certificat de conformité GOST-R [4] peut être régularisé sur le contrat. Dans ce cas, les données des essais (la date et le numéro du rapport d'essai) doivent être inscrites au certificat. Au certificat de ce genre on d'habitude indique les noms exacts du bénéficiaire du certificat et du fabricant, la date et le numéro du contrat et le schéma de la certification. Le certificat de conformité GOST-R sur le contrat est généralement régularisé dans le cas où l'importation n'est pas limitée par une livraison ponctuelle de produits. Ayant régularisé ce document, au cours d'une année un demandeur peut importer sans difficultés les produits, sur lesquels il a régularisé ce certificat.
- Le certificat de conformité GOST-R [5] peut être régularisé pour un lot de production. Dans ce cas il n'est pas nécessaire de régulariser un rapport d'essai, mais au certificat il faut indiquer la date et le numéro de facture. On régularise ce genre des certificats pour importer une partie de test de telle ou telle production, car ce certificat n'agit que sur un lot limité de marchandises. Le certificat de conformité est délivré à la date ouverte. Ce document est d'habitude délivré, par exemple, sur l'équipement. Il n'est pas nécessaire de délivrer des documents pour le long terme, parce qu'ils sont livrés par de petits partis.
- Le certificat de conformité GOST-R [6] sur la production en série ne peut être régularisé  qu'après les tests de certification. Il fonctionne à partir dun à trois ans. Ce document peut être régularisé par des fabricants nationaux et étrangers.

## Les documents nécessaires pour la certification
Les documents suivants sont nécessaires pour ces types de certifications :
Pour la production nationale en série :
- une demande de certification ;
- une brève description du produit ;
- les documents sur la propriété ou la location d'espace industriel ;
- la documentation normative et technique sur la fabrication du produit (GOST-R ou spécification) ;
- le statut légal de l'entreprise ;
- le certificat d'inspection des taxes et redevances ;
- le certificat d'enregistrement d'État.

Pour des produits importés qui sont livrés avec le contrat :
- une demande de certification ;
- une description de la marchandise ;
- le certificat d'inspection des taxes et redevances ;
- le certificat d'enregistrement d'État ;
- le statut légal de l'entreprise ;
- une copie du contrat.

Pour les produits importés en série :
- une demande de certification ;
- le document qui confirme la qualité ;
- la description du produit (l'extérieur, le domaine d'utilisation, les caractéristiques techniques).

On peut obtenir le certificat de conformité sur une base obligatoire ou volontaire. Le certificat obligatoire de conformité GOST-R est régularisé sur le formulaire de couleur jaune, et celui volontaire à l'aide du formulaire bleu. Lors de la certification volontaire, c'est le demandeur lui-même qui choisit les paramètres de certification et c'est pour cette raison que la certification sur une base volontaire est souvent utilisée par de grands fabricants de produits et par des agents commerciaux pour vérifier la conformité de la production aux exigences des spécifications et aux normes supplémentaires, qui ne sont pas disponibles lors de la certification obligatoire.
Selon la loi no 2300-1 du 7 février 1992 sur « la protection des consommateurs en matière de santé, de sécurité et d’environnement », l’étiquetage spécifique en langue russe est requis pour tous les biens de consommation (alimentaires ou non) exportés et distribués en Russie. Les produits qui ne sont pas munis des informations utiles au consommateur russe et obligatoires se voient interdire l'accès au marché russe. La marque de conformité « GOST-R » doit être apposée de façon visible sur les produits et/ou les documents qui les accompagnent.